# Longny les Villages
Longny les Villages est une commune française, située dans le département de l'Orne en région Normandie.
Elle est créée le 1er janvier 2016 sous le statut de  commune nouvelle par la fusion de huit anciennes communes :  La Lande-sur-Eure, Longny-au-Perche, Malétable, Marchainville, Monceaux-au-Perche, Moulicent, Neuilly-sur-Eure et Saint-Victor-de-Réno qui sont devenues ses communes déléguées.

## Géographie

### Localisation
Longny les Villages est une commune rurale normande du sud-est du département de l'Orne située au nord de la  région naturelle du Perche.
Elle se trouve dans la zone d'emploi et dans le bassin de vie de Nogent-le-Rotrou.

### Communes limitrophes
Les communes limitrophes sont L'Hôme-Chamondot, Charencey, La Ferté-Vidame, Manou, Les Menus, Moutiers-au-Perche, Le Mage, Bizou, Cour-Maugis sur Huisne, La Chapelle-Montligeon, Saint-Mard-de-Réno, Feings et Tourouvre au Perche.

### Hydrographie

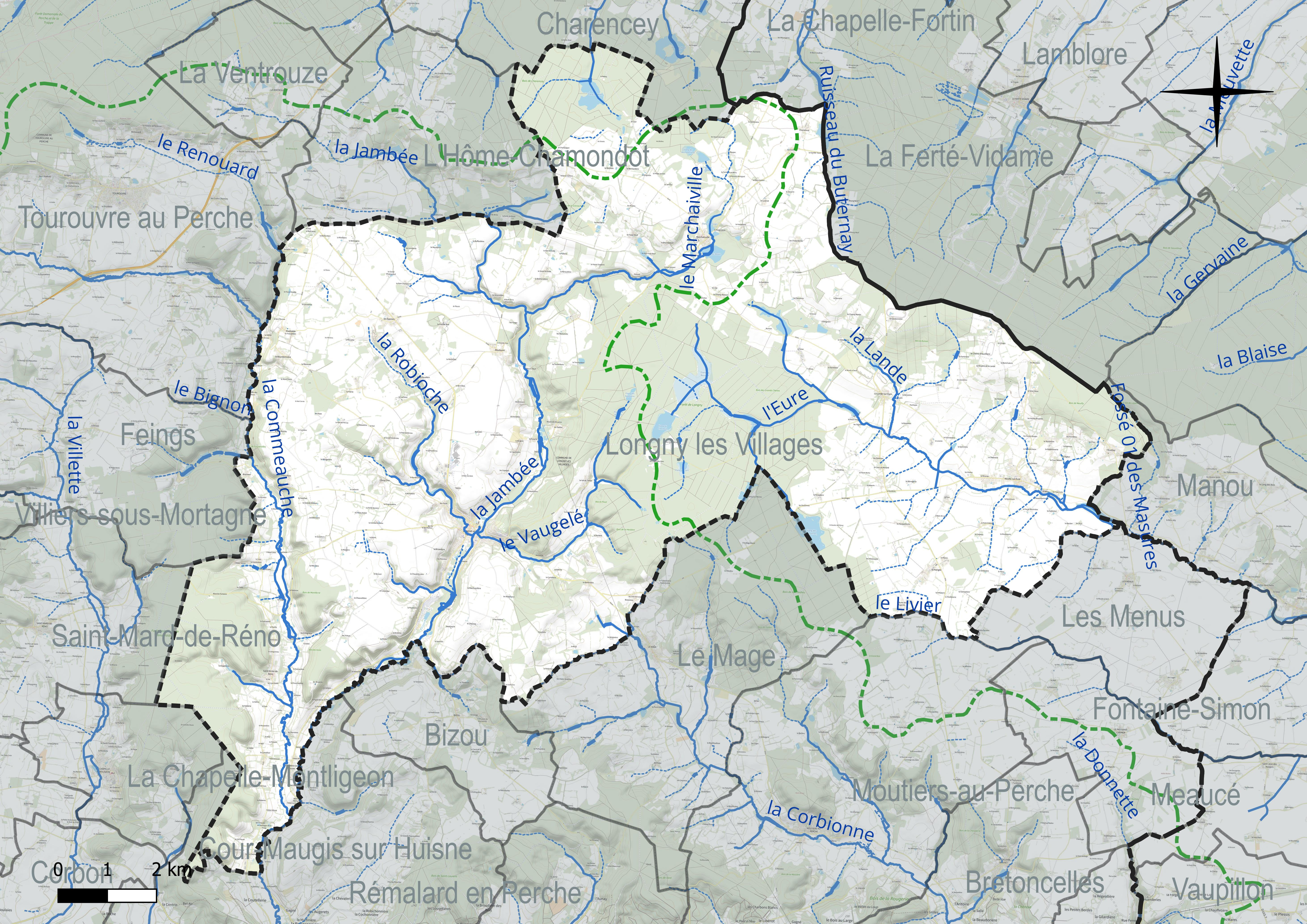
Réseau hydrographique de Longny les Villages.

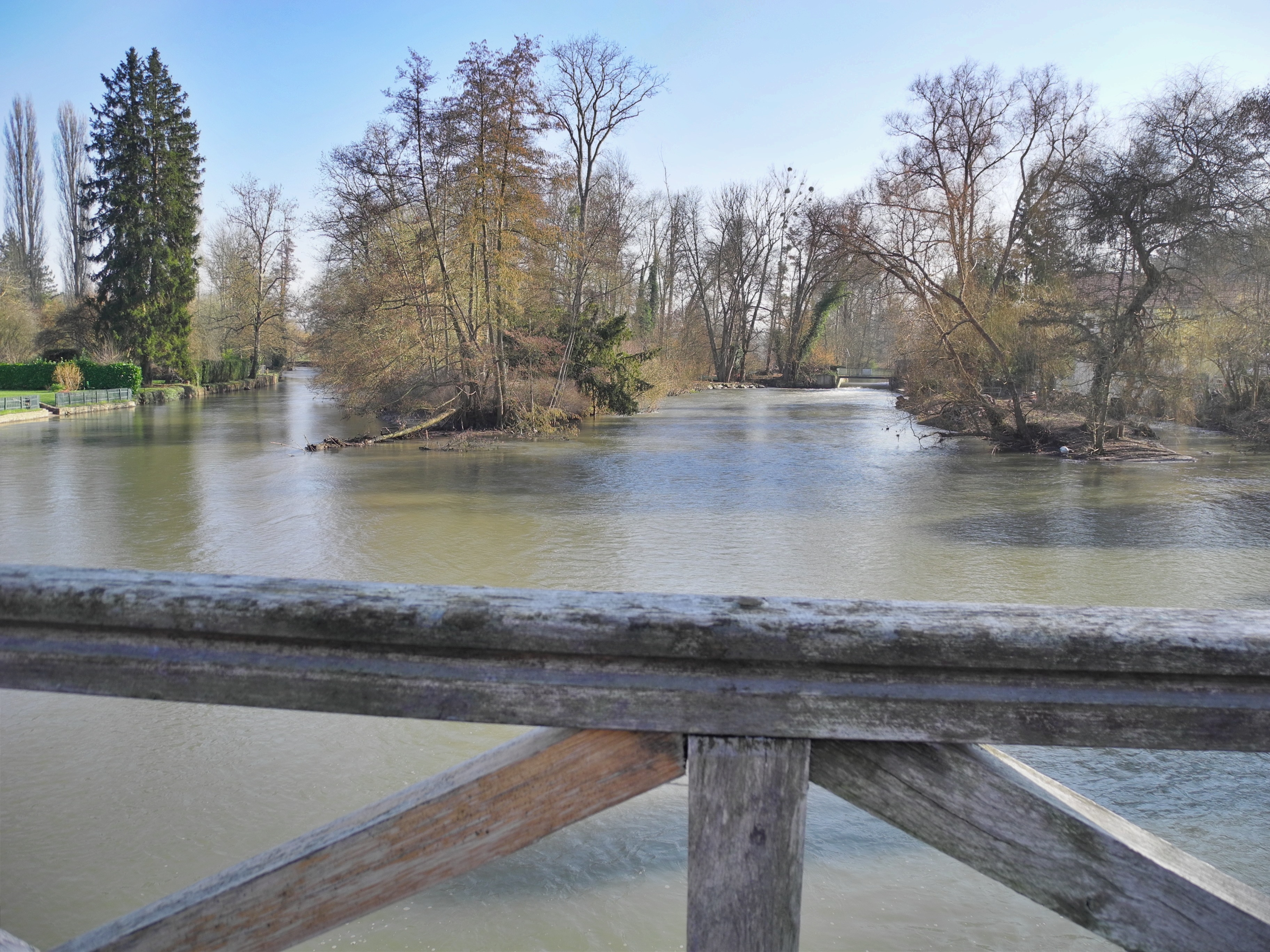
L'Eure à Neuilly-sur-Eure

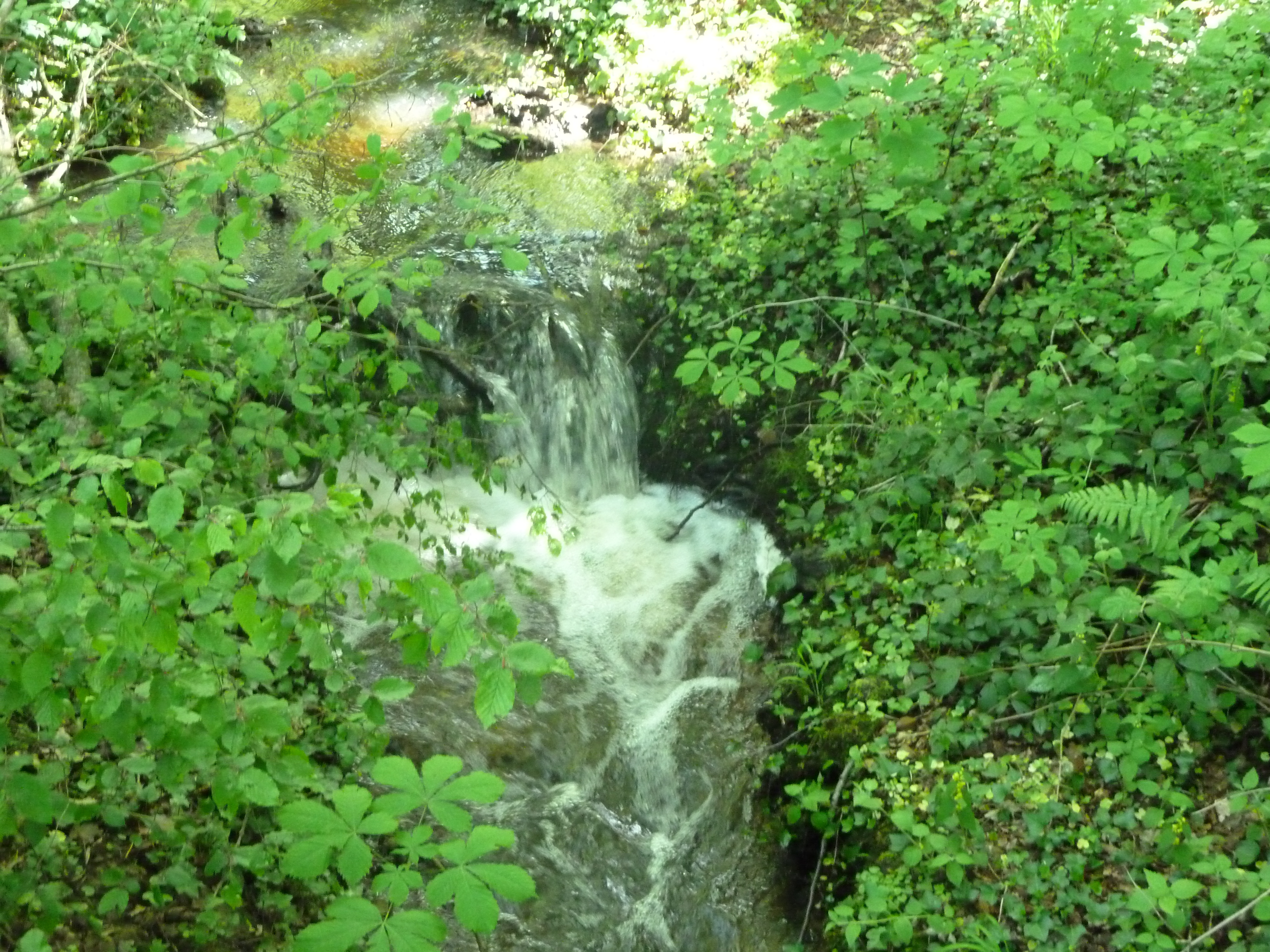
Le ruisseau de Marchainville à Moulicent.

La commune est traversée par la ligne de partage des eaux entre les bassins hydrographiques Seine-Normandie et Loire-Bretagne. Elle est drainée par l'Eure, la Commeauche, la Corbionne, la Jambée, le Livier, le ruisseau du Buternay, le Marchaiville, le Renouard, le ruisseau de Grenouille, le Vaugelé, la Lande, la Robioche, le fossé 01 de la Moitellière, le fossé 01 de l'Étang Fêtu, le fossé 01 des Guérinots, le fossé 01 des Masures, le fossé 01 du un bras du Loup, le fossé 02 de la Fontaine Noire, le fossé 02 du Bois de Charencey, le ruisseau de Breffin, le ruisseau de la Fermée, le ruisseau de la Fortinière, le ruisseau de la Goudière, le ruisseau de L'étang chiot, le ruisseau de Rumien, le ruisseau de Saint-Laurent, le ruisseau de Sausvert et divers autres petits cours d'eau,.
L'Eure, un canal, chenal et cours d'eau naturel non navigable d'une longueur de 229 km, prend sa source dans la commune  et se jette  dans la Seine à Saint-Pierre-lès-Elbeuf, après avoir traversé 91 communes.
La Commeauche, d'une longueur de 29 km, prend sa source dans la commune de Tourouvre au Perche et se jette  dans l'Huisne à Bartenheim, après avoir traversé quatre communes. Les caractéristiques hydrologiques de la Commeauche sont données par la station hydrologique située sur la commune de Boissei-la-Lande. Le débit moyen journalier maximum est de 15,4 m3/s, atteint lors de la crue du 18 janvier 2024. Le débit instantané maximal est quant à lui de 16,1 m3/s, atteint le même jour.
La Corbionne, d'une longueur de 25 km, prend sa source dans la commune  et se jette  dans l'Huisne à Sablons sur Huisne, après avoir traversé six communes.
La Jambée, d'une longueur de 18 km, prend sa source dans la commune , près du hameau des Lombards, s'écoule vers le sud,longe la commune de Bizou et se jette  dans la Commeauche en limite de la commune et de Cour-Maugis-sur-Huisne.
Le Livier, d'une longueur de 17 km, prend sa source dans la commune du Mage et se jette  dans l'Eure en limite de Belhomert-Guéhouville et de Fontaine-Simon, après avoir traversé huit communes.
Le ruisseau du Buternay, d'une longueur de 24 km, prend sa source dans la commune de La Ferté-Vidame et se jette  dans l'Avre à Montigny-sur-Avre, après avoir traversé neuf communes.
Divers plans d'eau complètent le réseau hydrographique : le plan d'eau de la Fortinière (0,7 ha), le plan d'eau de la Thibaudière (2,25 ha), le plan d'eau des Masures, d'une superficie totale de 8 ha (5,24 ha sur la commune), le plan d'eau des Mollières (0,56 ha), le plan d'eau du Manoir (1,57 ha), l'étang aux Moines, d'une superficie totale de 2,8 ha (1,59 ha sur la commune), l'étang de Cotillon (0,92 ha), l'étang de la Fonte (7,11 ha), l'étang de la Vigne, d'une superficie totale de 1,9 ha (0,01 ha sur la commune), l'étang de Rumien (10,6 ha), l'étang des Bourdonnières (4,06 ha), l'étang des Boustières (2,27 ha), l'étang des Bruyères (1,66 ha), l'étang des Demoiselles (3,06 ha), l'étang des Forges (4,03 ha), l'étang des Gars (5,22 ha), l'étang des Nonnes (0,85 ha), l'étang des Personnes, d'une superficie totale de 27,5 ha (22,05 ha sur la commune), l'étang du Belloy (21,15 ha), l'étang du Bouillon (44,05 ha), l'étang du Chevreuil (18,64 ha), l'étang du Moulin (9,62 ha), l'étang Fétu (2,94 ha) et l'étang Neuf, d'une superficie totale de 7,5 ha (3,24 ha sur la commune),.

### Climat
Le climat qui caractérise la commune est qualifié, en 2010, de « climat océanique dégradé des plaines du Centre et du Nord », selon la typologie des climats de la France qui compte alors huit grands types de climats en métropole. En 2020, la commune ressort du type « climat océanique altéré » dans la classification établie par Météo-France, qui ne compte désormais, en première approche, que cinq grands types de climats en métropole. Il s’agit d’une zone de transition entre le climat océanique, le climat de montagne et le climat semi-continental. Les écarts de température entre hiver et été augmentent avec l'éloignement de la mer. La pluviométrie est plus faible qu'en bord de mer, sauf aux abords des reliefs.
Les paramètres climatiques qui ont permis d’établir la typologie de 2010 comportent six variables pour les températures et huit pour les précipitations, dont les valeurs correspondent à la normale 1971-2000. Les sept principales variables caractérisant la commune sont présentées dans l'encadré ci-après.
| Paramètres climatiques communaux sur la période 1971-2000 - Moyenne annuelle de température : 10,3 °C - Nombre de jours avec une température inférieure à −5 °C : 3,6 j - Nombre de jours avec une température supérieure à 30 °C : 3,4 j - Amplitude thermique annuelle : 14,4 °C - Cumuls annuels de précipitation : 784 mm - Nombre de jours de précipitation en janvier : 12,8 j - Nombre de jours de précipitation en juillet : 8,1 j |

Avec le changement climatique, ces variables ont évolué. Une étude réalisée en 2014 par la Direction générale de l'Énergie et du Climat complétée par des études régionales prévoit en effet que la  température moyenne devrait croître et la pluviométrie moyenne baisser, avec toutefois de fortes variations régionales. La station météorologique de Météo-France installée sur la commune et en service de 1970 à 2019 permet de connaître l'évolution des indicateurs météorologiques. Le tableau détaillé pour la période 1981-2010 est présenté ci-après.
| Mois                                  | jan.             | fév.         | mars           | avril           | mai           | juin            | jui.         | août           | sep.            | oct.        | nov.        | déc.         | année    |
| ------------------------------------- | ---------------- | ------------ | -------------- | --------------- | ------------- | --------------- | ------------ | -------------- | --------------- | ----------- | ----------- | ------------ | -------- |
| Température minimale moyenne (°C)     | 1                | 0,6          | 2,4            | 3,8             | 7,4           | 10,1            | 12,1         | 11,9           | 9,4             | 7           | 3,5         | 1,1          | 5,9      |
| Température moyenne (°C)              | 3,7              | 4,1          | 6,7            | 9               | 12,7          | 15,8            | 18,1         | 17,9           | 14,8            | 11,1        | 6,7         | 4            | 10,4     |
| Température maximale moyenne (°C)     | 6,5              | 7,5          | 10,9           | 14,1            | 18            | 21,5            | 24           | 23,9           | 20,2            | 15,2        | 9,9         | 6,8          | 14,9     |
| Record de froid (°C) date du record   | −16,5 17.01.1985 | −17 09.02.12 | −12,2 01.03.05 | −5,2 08.04.1970 | −3 14.05.10   | −0,6 04.06.1975 | 3 02.07.1979 | 2,6 31.08.1986 | −1 26.09.10     | −5 26.10.10 | −9 30.11.10 | −12 26.12.10 | −17 2012 |
| Record de chaleur (°C) date du record | 15 19.01.07      | 21 27.02.19  | 23,5 19.03.05  | 29 20.04.18     | 30,5 27.05.05 | 37 29.06.19     | 41 25.07.19  | 39,4 10.08.03  | 33,5 04.09.1973 | 28 01.10.11 | 22 01.11.15 | 16 07.12.00  | 41 2019  |
| Précipitations (mm)                   | 77,9             | 58           | 62,8           | 53,7            | 63,6          | 54,4            | 57,2         | 49             | 58,6            | 78,5        | 74          | 83,6         | 771,3    |

## Urbanisme

### Typologie
Au 1er janvier 2024, Longny les Villages est catégorisée commune rurale à habitat dispersé, selon la nouvelle grille communale de densité à sept niveaux définie par l'Insee en 2022.
Elle est située hors unité urbaine et hors attraction des villes,.

### Occupation des sols

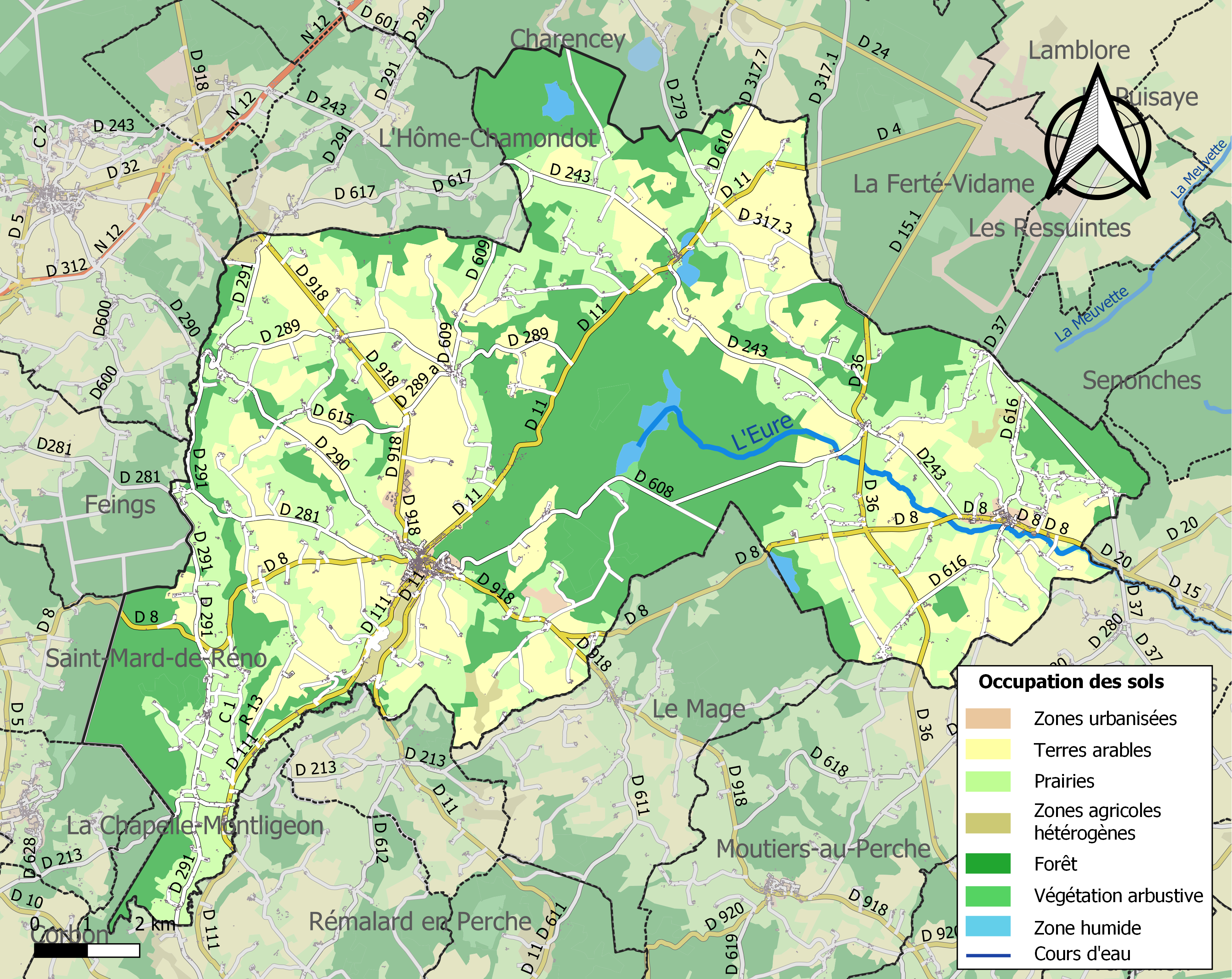
Carte des infrastructures et de l'occupation des sols de la commune en 2018 (CLC).

## Toponymie
La majorité des élus désirait garder « Longny » pour le futur toponyme. Le souhait du maire de Longny-au-Perche, André Grudé, de revoir le Longni des siècles passés, n'a pas trouvé d'écho. C'est le  nom « Longny-les-Villages » qui a été choisi à une très large majorité.

## Histoire
La commune est créée le 1er janvier 2016 par un arrêté préfectoral du 16 décembre 2015, par la fusion de huit communes, sous le régime juridique des communes nouvelles instauré par la loi no 2010-1563 du 16 décembre 2010 de réforme des collectivités territoriales. Les communes de La Lande-sur-Eure, Longny-au-Perche, Malétable, Marchainville, Monceaux-au-Perche, Moulicent, Neuilly-sur-Eure et Saint-Victor-de-Réno deviennent des communes déléguées et Longny-au-Perche est le chef-lieu de la commune nouvelle.

## Politique et/ administration

### Rattachements administratifs et électoraux
Longny-les-Villages se trouve depuis sa création en 2016 dans l'arrondissement de Mortagne-au-Perche du département de l'Orne.
Pour les élections départementales, la commune fait partie du canton de Tourouvre au Perche.
Pour l'élection des députés, elle fait partie de la deuxième circonscription de l'Orne.

### Intercommunalité
Longny les Villages était membre lors de sa création en 2016  — comme les anciennes communes auparavant — de la petite communauté de communes du Pays de Longny-au-Perche, un établissement public de coopération intercommunale (EPCI) à fiscalité propre créé fin 1994 et auquel la commune avait transféré un certain nombre de ses compétences, dans les conditions déterminées par le code général des collectivités territoriales.
Dans le cadre des dispositions de la loi portant nouvelle organisation territoriale de la République du 7 août 2015, qui prévoit que les établissements publics de coopération intercommunale (EPCI) à fiscalité propre doivent avoir habituellement un minimum de 15 000 habitants, et, de manière dérogatoire, au moins5 000 habitants, cette intercommunalité a fusionné avec la  communauté de communes du Haut-Perche pour former, le 1er janvier 2017, la communauté de communes des Hauts du Perche, dont Longny les Villages est désormais le siège.

### Tendances politiques et résultats
Lors du premier tour des élections municipales de 2020 dans l'Orne, la liste DVD menée par le maire sortant Christian Baillif obtient la majorité absolue des suffrages exprimés, avec 618 voix (50,24 %, 24 conseillers municipaux élus dont 9 communautaires), devançant de six voix celle, également DVD, menée par Elyane Encelin, qui a recueilli 612 voix (49,75 %, 7 conseillers municipaux élus dont 2 communautaires)
Lors de ce scrutin marqué par la pandémie de Covid-19 en France, 45,40 % des électeurs se sont abstenus,.

### Administration municipale
Pour la fin de la mandature 2014-2020, l'ensemble des conseillers municipaux, plus de 80, élus en 2014 dans les anciennes communes constituait le conseil municipal de la commune nouvelle. Pour le mandat 2020-2026 et celui 2026-2032, ils sont 31, et le nombre est ensuite réduit à celui des communes de la tranche démographique de Longny-les-Villages,.
Le conseil municipal élit en son sein le maire et les maires-adjoints.

### Liste des maires
| Période      | Période                    | Identité          | Étiquette   | Qualité                                                                                   |
| ------------ | -------------------------- | ----------------- | ----------- | ----------------------------------------------------------------------------------------- |
| janvier 2016 | En cours (au 20 mars 2025) | Christian Baillif | DVD puis SE | Agent de maîtrise Maire de Neuilly-sur-Eure (2001 → 2015) Réélu pour le mandat 2020-2026, |

Pour le mandat 2020-2026, les maires délégués des anciennes communes sont : 
- Longny-au-Perche : Jean-Vincent Dulac ;
- La Lande-sur-Eure : Marcel Viandier ;
- Malétable : Thierry Piot ;
- Marchainville : Gilles Ory ;
- Monceaux-au-Perche, Roselyne Brault ;
- Neuilly-sur-Eure : Jean-Marc Naêl ;
- Saint-Victor-de-Réno : Frédérique Royer Berger ;
- Moulicent, Jacqueline Roullin.

### Instances de démocratie participative
La commune s'est dotée d'un conseil municipal des jeunes.

## Équipements et services publics

### Espace public
Le département de l'Orne souhaite construire à Longny un centre d’exploitation routières de ses voies départementales.

### Equipements culturels
La commune dispose d'une maison des jeunes et de  la culture

### Santé et solidarité
Un cabinet médical communal a ouvert en janvier 2025,.
Un foyer rural se trouve à Longny-au-Perche. Il a accueilli en juillet 2025 le 3e festival intergénérationnel « Festi’Âges » organisé par l'espace de vie sociale des Hauts du Perche.
L’Ehpad « La Providence » accueille des personnes âgées dépendantes.

## Population et société

### Démographie
La population des anciennes communes puis de la commune nouvelle est connue par les recensements menés régulièrement par l'Insee. Ces chiffres concernent le territoire de l'actuelle commune nouvelle.
En 2022, la commune comptait 2 826 habitants, en évolution de −6,55 % par rapport à 2016 (Orne : −3,21 %, France hors Mayotte : +2,11 %).
| 1968  | 1975  | 1982  | 1990  | 1999  | 2006  | 2011  | 2016  | 2022  |
| ----- | ----- | ----- | ----- | ----- | ----- | ----- | ----- | ----- |
| 3 292 | 3 162 | 3 206 | 3 018 | 3 177 | 3 191 | 3 158 | 3 024 | 2 826 |

### Manifestations culturelles et festivités
- La 55e édition de la foire aux tripes et le  53e championnat du meilleur plat de tripes, se sont tenu le fernier week-end d'avril 2025[61].
- Le festival de la danse américaine, dédié à la musique country et organisé par l’association « Les Coyotes Line Dance », dont la 10e édition a lieu en juillet 2025[62], associé à de nombreuses animations, une foire commerciale, ainsi qu'un vide-grenier et une brocante[63].

### Sports et loisirs
Le parc Natura l’Arc, aménagé en 2025 dans une ancienne ferme à Neuilly-sur-Eure, est dédié à la pratique du tir à l'arc,v.
La piscine municipale Jean-Marc de Chastenet, rénovée en 2020-2023, se trouve à Longny-les-Villages,.

### Vie associative
- Association théâtrale « Ma Joyeuse Compagnie », qui réalise depuis les années 2000 un spectacle annuel;de théâtre de boulevard présenté dans les villes avoisinantes[68]

## Économie
- Site de l'entreprise Matfer Bourgeat, leader mondial des équipements pour les métiers de bouche et l’hôtellerie de luxe, implanté sur le territoire depuis 1967[69], comprenant un magasin d'usine, où se déroulent deux braderies annuelles[70]

## Culture locale et patrimoine

### Lieux et monuments
On peut notamment signaler : 
- Église Saint-Martin de Longny-au-Perche.
- Chapelle Notre-Dame-de-Pitié de Longny-au-Perche.
- Église Notre-Dame-de-la-Salette de Malétable.
- Château de Marchainville.
- Prieuré de la Magdeleine de Réno.

ainsi que : 
- le moulin de Rainville (propriété privée), l'un des nombreux du secteur lié au travail du fer, après avoir été aménagé au XIIIe siècle par une confrérie monacale relevant de l'abbaye Notre-Dame de Josaphat qui cueillaient, pêchaient et cultivaient pour alimenter Chartres et les pauvres, puis avoir été transformé en moulin à chanvre[71],[72]. Il est aménagé en lieu de mémoire des hommes, des femmes et des enfants employés de la Forge[73].

Une liste plus détaillée se gtrouve dans les articles de chaque ancienne commune.

## Pour approfondir